# Leon Lapidus
Leon Lapidus (26 septembre 1924 - 5 mai 1977) est un chimiste et ingénieur chimiste américain, président du département de génie chimique de l'Université de Princeton,, et membre de l'National Academy of Engineering, auteur de plus de 100 publications techniques,.
Lapidus est connu pour son travail dans l'application des techniques informatiques au génie chimique pour lequel il reçoit le prix William H. Walker de l'American Institute of Chemical Engineers. Il reçoit le William N. Lacey Lectureship, est membre de l'American Chemical Society et de l'American Institute of Chemical Engineers.